# Hanns Reinartz
Hanns Reinartz (* 7. Juni 1911 in Düsseldorf; † 1. Dezember 1988 in Würzburg) war ein deutscher Dirigent und Hochschullehrer. Er war erster Präsident der Hochschule für Musik Würzburg und dort Professor für Dirigieren.

## Leben und Wirken
Hanns Reinartz, Sohn des Chorleiters und Komponisten Jean Reinartz, studierte am Buths-Neitzel-Konservatorium in Düsseldorf und an der Musikhochschule Köln. In den 1930er Jahren war er unter anderem Assistent von Richard Strauss und Hans Pfitzner. Von 1933 bis 1940 war er in Düsseldorf Opernkapellmeister. 1940 war er Musikalischer Oberleiter der Bonner Bühnen und blieb dort von 1940 bis 1944 als Operndirektor. Von 1945 bis 1951 war er Städtischer Musikdirektor in Solingen (Oper und Symphoniekonzerte), von 1951 bis 1954 Erster Operndirigent in Wuppertal und zugleich Leiter der Dirigentenklasse am Bergischen Landeskonservatorium. Von 1954 bis 1956 war er Erster Operndirigent am Nationaltheater in Weimar. 1956 wurde er nach Würzburg berufen und war dort zunächst Direktor des damaligen Bayerischen Staatskonservatoriums. Unter seiner Leitung wurde das Staatskonservatorium 1973 in den Rang der zweiten bayerischen Hochschule für Musik erhoben, deren Präsident er von 1973 bis zu seiner Pensionierung im Jahr 1979 blieb – anschließend Ehrenpräsident. 1974 wurde er ordentlicher Professor.
Gleichzeitig war er als Dirigent tätig, vor allem für Werke des Barock, und im Rahmen des Würzburger Mozartfestes und der Würzburger Bachtage.
Hanns Reinartz war katholisch und ab 1957 mit Lotte Reinartz, geborene Ferrée († vor 1986), verheiratet.
Er erhielt den Bayerischen Verdienstorden, den Ehrenring der Stadt Würzburg und 1981 das Bundesverdienstkreuz Erster Klasse.

## Diskografie
- Water Music Suite No.1 for orchestra in F major, HWV 348 Minuet, Composed by George Frideric Handel, Performed by Lotte Bamberger, Conducted by Hanns Reinartz, Audio-CD, Original Release Date May 21, 1996, Label: Music All Occasions
- The Magnificent Baroque, Bach: Brandenburg Concertos No. 3 & 4, Classical Compilation, Timeless Media Group 2006